# Rachel Roberts (színművész)
Rachel Roberts (Llanelli, Wales, 1927. szeptember 20. – Los Angeles, Kalifornia, 1980. november 26.) háromszoros BAFTA-díjas walesi színésznő. 
Legismertebb szerepe Brenda Karel Reisz Szombat este, vasárnap reggel (1960) című filmdrámájában. További elismeréseket szerzett az Egy ember ára és a Jenkik című filmekkel, valamint a színpadon a Chemin de Fur és Az öreg hölgy látogatása főszerepeivel.

## Élete és pályafutása
Roberts baptista nevelést kapott, majd a Wales-i Egyetem diákja volt Aberystwythben. 1948-tól 1950-ig a RADA hallgatója lett Londonban, ezután csatlakozott egy színésztársulathoz Swansea-ben. Klasszikus drámákban kezdett színészkedni, figyelmet mégis a modern alakításokkal keltett, mint a musical Maggie May (1964), az Alpha Beta (1975) és John Osborne The End of Me Old Cigar című drámája. 1974-ben Tony-díjra jelölték Az öreg hölgy látogatása és a Chemin de Fer című színdarabokért. 
Első filmszerepe az 1953-as Valley of Songban volt. 1954-ben Glynis Johnsszal szerepelt a Weak and The Wickedben. 1960-ban leghíresebb alakításával BAFTA-díjat nyert: Karel Reisz filmjében, Albert Finney mellett a Szombat este, vasárnap reggel-ben egy boldogtalan férjes asszonyt alakított, aki teherbe esik egy másik férfitól. Színészi játékát Oscar-díjra jelölték az Egy ember ára című filmdrámában, amelyben Richard Harris mellett volt látható. 1979-ben a Jenkik színészi stábját gazdagította, ezért egy újabb BAFTA-díjjal gazdagodott. Említésre méltó alakításai az 1973-as A szerencse fia (O Lucky Man!), a Gyilkosság az Orient expresszen  (1974) és a Piknik a Függő Sziklánál (1975).
Roberts több tévésorozatban és tévéfilmben is szerepelt, így az Our Mutual Friend-ben, amelynek alapjául Charles Dickens regénye szolgált, és a Tony Randall Show-ban.

## Magánélete
Kétszer ment férjhez. Első férje, Alan Dobie színész, akitől 1960-ban elvált. 1962-től 1971-ig Rex Harrison negyedik felesége volt, de házasságuk rosszul alakult, miután mind a ketten erősen ittak és verekedtek. Harrison később Roberts legjobb barátnőjét vette feleségül. A válásuk után Roberts alkoholproblémákkal küzdött, sosem békélve meg magával. 
1980-ban öngyilkosságot követett el, miután megpróbálta visszaszerezni a férjét, aki közben már a hatodik feleségével élt. Halála után adták ki a róla készült memoárt No Bells on Sunday címmel Alexander Walker filmkritikus szerkesztésében.

## Filmográfia

### Film
| Év   | Magyar cím                             | Eredeti cím                                    | Szerep                                        | Magyar hang                   |
| ---- | -------------------------------------- | ---------------------------------------------- | --------------------------------------------- | ----------------------------- |
| 1953 |                                        | Valley of Song                                 | Bessie Lewis                                  |                               |
| 1953 |                                        | The Limping Man                                | bárban dolgozó lány                           |                               |
| 1954 |                                        | The Weak and the Wicked                        | Pat, a várandós hölgy                         |                               |
| 1954 |                                        | The Crowded Day                                | Maggie                                        |                               |
| 1957 |                                        | The Good Companions                            | Elsie és Effie Longstaff                      |                               |
| 1958 |                                        | Yvette                                         | Yvette Guilbert                               |                               |
| 1959 | Havannai emberünk                      | Our Man in Havana                              | prostituált                                   |                               |
| 1960 | Szombat este, vasárnap reggel          | Saturday Night and Sunday Morning              | Brenda                                        | Bánki Zsuzsa                  |
| 1960 | Szombat este, vasárnap reggel          | Saturday Night and Sunday Morning              | Brenda                                        | Orosz Anna                    |
| 1961 |                                        | Girl on Approval                               | Anne Howland                                  |                               |
| 1963 | Egy ember ára                          | This Sporting Life                             | Mrs. Margaret Hammond                         | Berek Kati                    |
| 1966 |                                        | Blithe Spirit                                  | Ruth Condomine                                |                               |
| 1968 | Hívd a férjem találkára                | A Flea in Her Ear                              | Suzanne de Castilian                          |                               |
| 1969 |                                        | Destiny of a Spy                               |                                               |                               |
| 1970 |                                        | The Reckoning                                  | Joyce Eglington                               |                               |
| 1971 |                                        | Doctors' Wives                                 | Della Randolph                                |                               |
| 1971 | Vad vándorok                           | Wild Rovers                                    | Maybell                                       | Andresz Kati                  |
| 1973 | A szerencse fia                        | O Lucky Man!                                   | Gloria Rowe / Madame Paillard / Mrs. Richards |                               |
| 1973 | A belstoni fővadász                    | The Belstone Fox                               | Cathie Smith                                  | Csákányi Eszter               |
| 1974 |                                        | Alpha Beta                                     | Nora Elliot                                   |                               |
| 1974 | Gyilkosság az Orient expresszen        | Murder on the Orient Express                   | Hildegarde Schmidt                            | Szemes Mari                   |
| 1975 | Piknik a Függő Sziklánál               | Picnic at Hanging Rock                         | Mrs. Appleyard                                | Felföldi Anikó                |
| 1977 |                                        | A Circle of Children                           | Helga                                         |                               |
| 1978 |                                        | The Wilds of Ten Thousand Islands              | Clara Mooney                                  |                               |
| 1978 | Óvakodj a törpétől                     | Foul Play                                      | Delia Darrow / Gerda Casswell                 | Pásztor Erzsi (1-2. szinkron) |
| 1978 | Óvakodj a törpétől                     | Foul Play                                      | Delia Darrow / Gerda Casswell                 | Győry Franciska (3. szinkron) |
| 1979 | Ismeretlen hívás                       | When a Stranger Calls                          | Dr. Monk                                      |                               |
| 1979 | Jenkik                                 | Yanks                                          | Mrs. Clarrie Moreton                          | Szabó Éva                     |
| 1979 | Jenkik                                 | Yanks                                          | Mrs. Clarrie Moreton                          | Grúber Zita                   |
| 1981 | Charlie Chan és a sárkánykirálynő átka | Charlie Chan and the Curse of the Dragon Queen | Mrs. Dangers                                  | Pásztor Erzsi                 |

### Televízió
| Év        | Cím                                | Szerep                          | Megjegyzések                                             |
| --------- | ---------------------------------- | ------------------------------- | -------------------------------------------------------- |
| 1957–1959 | ITV Television Playhouse           | Lizzie                          | 2 epizód                                                 |
| 1957–1959 | BBC Sunday-Night Theatre           | Sally Fraser / Catherine Bailey | 2 epizód                                                 |
| 1958      | The Firm of Girdlestone            | Mrs. Scully                     | minisorozat (2 epizód)                                   |
| 1958–1959 | Our Mutual Friend                  | Lizzie Hexam                    | minisorozat (8 epizód)                                   |
| 1960      | Theatre Night                      | Ann Patten                      | 1 epizód                                                 |
| 1960      | On Trial                           | Mrs. Rogerson                   | 1 epizód                                                 |
| 1960      | BBC Sunday-Night Play              | Stella / Mrs. Holyoake          | 2 epizód                                                 |
| 1963      | The Eleventh Hour                  | Mary Newell                     | 1 epizód                                                 |
| 1966      | ITV Play of the Week               | Lady Emma Hamilton              | 1 epizód                                                 |
| 1966      | Out of the Unknown                 | Anna Preston                    | 1 epizód                                                 |
| 1968      | A Touch of Venus                   | Nadina                          | 1 epizód                                                 |
| 1969      | Happy Ever After                   | Joanna Bulstrode                | 1 epizód                                                 |
| 1970      | Night Gallery                      | Rebecca Brigham                 | 1 epizód                                                 |
| 1971      | Marcus Welby, M.D.                 | Dr. Victoria Thorson            | 1 epizód                                                 |
| 1972      | Thirty-Minute Theatre              | Gladys Taylor                   | 1 epizód                                                 |
| 1973      | Lidérces látomás (Baffled!)        | Mrs. Farraday                   | - tévéfilm - magyar hangja: - Tóth Judit                 |
| 1974      | ITV Playhouse                      | Dorothy                         | 1 epizód                                                 |
| 1974      | Play for Today                     | Olwen                           | 1 epizód                                                 |
| 1974      | Szép remények (Great Expectations) | Mrs. Gargery                    | - tévéfilm - magyar hangja: - Móricz Ildikó - Tóth Judit |
| 1976–1978 | The Tony Randall Show              | Mrs. Bonnie McClellen           | 32 epizód                                                |
| 1979      | Family                             | Angela Brown                    | 1 epizód                                                 |
| 1979      | The Old Crowd                      | Pauline                         | tévéfilm                                                 |
| 1979      | 3 by Cheever                       | Mrs. Henlein                    | minisorozat (1 epizód)                                   |
| 1980      | The Hostage Tower                  | Sonya                           | tévéfilm                                                 |
| 1982      | The Wall                           | Regina Kowalska                 | tévéfilm                                                 |

## Színházi szerepek
| Év      | Színdarab                | Szerep              | Színház                 |
| ------- | ------------------------ | ------------------- | ----------------------- |
| 1973-74 | Az öreg hölgy látogatása | Claire Zachanassian | Ethel Barrymore Theatre |
| 1973-74 | Chemine de Fer           | Francine            | Ethel Barrymore Theatre |
| 1975-76 | Habeas Corpus            | Mrs. Wickstead      | Martin Beck Theatre     |
| 1979    | Once a Catholic          | Peter anya          | Helen Hayes Theatre     |

## Díjak és jelölések
| Cím                           | Díj              | Kategória                          | Eredmény |
| ----------------------------- | ---------------- | ---------------------------------- | -------- |
| Filmek                        |                  |                                    |          |
| Szombat este, vasárnap reggel | BAFTA-díj        | Legjobb brit színésznő             | Elnyerte |
| Egy ember ára                 | BAFTA-díj        | Legjobb brit színésznő             | Elnyerte |
| Egy ember ára                 | Golden Globe-díj | Legjobb női főszereplő (filmdráma) | Jelölve  |
| Egy ember ára                 | Oscar-díj        | Legjobb női főszereplő             | Jelölve  |
| Jenkik                        | BAFTA-díj        | Legjobb női mellékszereplő         | Elnyerte |
| Színpadi szerepek             |                  |                                    |          |
| Az öreg hölgy látogatása      | Tony-díj         | Legjobb női főszereplő             | Jelölve  |
| Chemin de Fer                 | Tony-díj         | Legjobb női főszereplő             | Jelölve  |
| Habeas Corpus                 | Drama Desk-díj   | Legjobb női mellékszereplő         | Elnyerte |